# Vidriol
|  | Per a altres significats, vegeu «vidriol (química)». |

El vidriol o serp de vidre (Anguis fragilis) és una espècie de sauròpsid (rèptil) escatós de la família Anguidae, freqüent a Catalunya. Té les potes atrofiades i el cos llarg, de manera que sembla una serp, però en realitat es un llangardaix àpode sense relació amb les serps.

## Noms comuns
Es tracta d'un rèptil molt freqüent que rep diferents noms segons les contrades: vidriol, serp de vidre, llisona, lliseta, llisó (Alta Cerdanya) o llicsó (Riutés, Cerdanya), lluenta (Amposta), noia de serp, nina (Empordà), nina d'aigua, noia, ninoia (Maresme) i també a Catalunya del Nord: anull, escanyacavalls, matacavalls, picadivendres, escurçot al Vallespir, i marieta a Costoja.

## Característiques

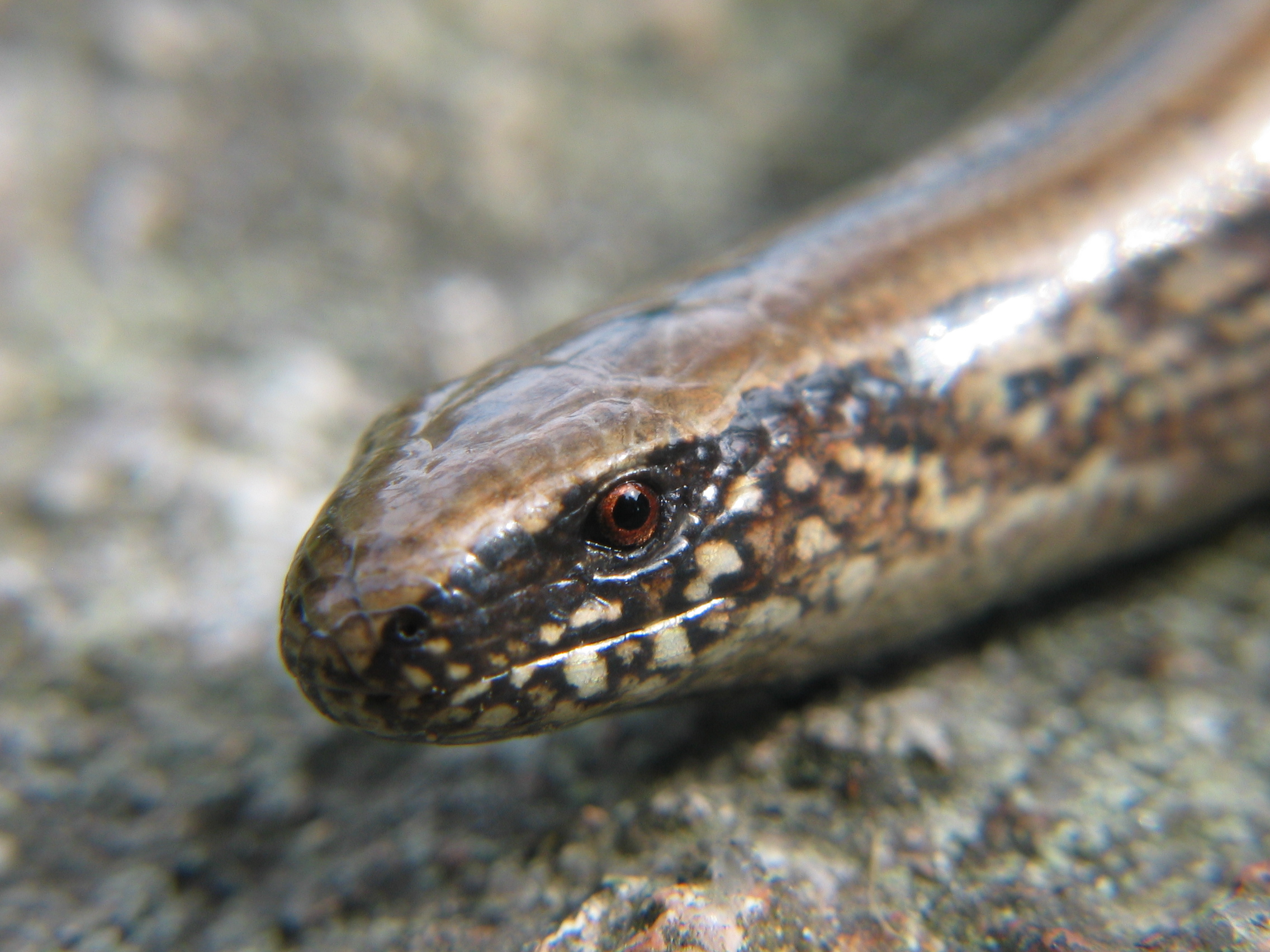
Primer pla del cap del Vidriol. Els ulls tenen pupil·les rodones i parpelles mòbils.

Es tracta d'un llangardaix sense potes que sovint es confon amb una serp. Pot arribar a fer fins a 50 cm de llargada, tot i que habitualment és més petit. La seva cua és llarga, sovint més llarga que el conjunt del cos i el cap, però, com altres llangardaixos, té la capacitat d'automutilar-se per evadir-se d'un predador. En aquest darrer cas, la cua no recupera les dimensions inicials.
A diferència de les serps, muda la seva pell per plaques i no sencera. A més, com els altres saures, té nombroses files d'escames ventrals, semblants a les dorsals, en comptes de tenir una sola filera de grans escames al costat inferior com les serps.
El conjunt de les escames és llis i lluent, i el color de l'animal és castany o gris. Les femelles tenen una banda vertebral clara, mentre que els mascles són més uniformes i els joves més daurats, amb bandes longitudinals fosques a l'esquena, els costats i el ventre.

## Història natural
És un animal diürn i ovovivípar, i el naixement de les cries es produeix (a Catalunya) al voltant del mes d'agost.
Manca al País Valencià i a les Balears, però és present a Catalunya, on busca indrets humits, tot i que vol l'escalfor del sol com els altres llangardaixos. Com que aquí és al límit sud de la seva àrea de distribució, el trobem sobretot a la muntanya mitjana, a les obagues humides de la qual pot arribar a ser molt abundant. Manca a l'alta muntanya (per sobre els 1800 metres) perquè no tolera el fred.

## Costums
És un rèptil sedentari que pot quedar-se tota la seva vida en el mateix territori. El vidriol té pocs enemics, excepte els carnívors i les aus de presa. Escapa dels depredadors mitjançant moviments laterals ràpids i convulsius del cos i la cua. Desprèn la cua com els llangardaixos per escapar d'algun depredador. La cua es segueix movent quan se separa durant uns instants per cridar l'atenció del depredador i així distreure’l. Aquesta no es regenera.

## Alimentació
S'alimenta principalment de cucs de terra i de llimacs que atrapa entre les seves mandíbules, dotades de petites dents còniques. Sacseja amb violència les seves preses abans d'empassar-se-les. És un valuós auxiliar de l'agricultor i del jardiner. Té una gran necessitat d'aigua i beu amb freqüència.

## Protecció
En el Regne Unit es considera una espècie amenaçada.

## Taxonomia
Se'n distingeixen dues subespècies:
- Anguis fragilis fragilis Linnaeus, 1758
- Anguis fragilis colchicus (Nordmann, 1840)

La subespècie Anguis fragilis fragilis es troba a tot Europa excepte a Irlanda, mentre que Anguis fragilis colchicus es distribueix pel sud-est d'Europa, el Caucas i l'Iran. A més, al Peloponès i les illes Jòniques hi viu una espècie propera, Anguis cephallonica.
Ara bé, estudis recents de l'ADN mitocondrial han posat en dubte la unitat de l'espècie Anguis fragilis, tot i confirmar que forma un clade. Així, Anguis fragilis colchicus passaria a ser considerada una espècie Anguis colchicus i a més les poblacions del sud dels Balcans formarien una espècie nova Anguis graeca. L'existent Anguis cephallonica confirmaria el seu estatus com a espècie independent del clade format per les altres tres.